# Марсан
Марсан (на френски: Marsanne) е бял винен сорт грозде, с произход долината на Рона, Франция. Освен във Франция е разпространен и в САЩ, Австралия, Испания и Швейцария.
Известен е и с наименованията: Ермитаж, Бял Ермитаж, Марсан белый, Марсан блан, Грос Русет, Русо, Русет де Сен-Пере и др.
Среднозреещ сорт с добра родовитост. Устойчив на гъбични заболявания и мана. Неустойчив на сиво гниене.
Гроздът е среден, коничен, понякога разклонен, със средна плътност или рехав. Зърната са със средна големина, закръглени, зелено-жълти съз златисто кафяв оттенък и дребни кафяви точици, с лек восъчен налеп. Кожицата е тънка. Месото е сочно.
Използва са за производство на десертни и пенливи вина. Този сорт стои в основата на белите вина „Ермитаж“ (Hermitage), „Крозе-Ермитаж“ (Crozes-Hermitage), „Сент Жозеф“ (Saint Joseph) и „Сент Пере“ (Saint Peray). Във Франция най-често се смесва за купажни вина със сортовете Русан и Вионие. Младите вина от сорта са с подчертана минералност, цитрусов привкус и аромат на праскова. Вината имат потенциал за отлежаване и с течение на времето тези характеристики се доразвиват и вината стават по-плътни, с лека масленост и усещане за ядки и мед.